# Frontotemporale dementie
Frontotemporale dementie (FTD) is een vorm van dementie die ontstaat door degeneratie van de frontale en/of temporale gebieden in de hersenen. De ziekte werd voor het eerst beschreven in 1892 door Arnold Pick en werd in eerste instantie de ziekte van Pick genoemd. Tegenwoordig wordt die term alleen nog maar gebruikt om het type neuropathologie in de frontale kwabben, dat bij FTD voorkomt, te beschrijven. De term "frontotemporale dementie" wordt gebruikt om het algemene klinische beeld te omschrijven.
FTD komt bij minder dan 0,001% van de bevolking voor en is daarmee vele malen zeldzamer dan het meest voorkomende subtype dementie: de ziekte van Alzheimer. Het treft mannen vaker dan vrouwen en wordt meestal op jongere leeftijd, tussen de 55 en 65 jaar, vastgesteld. De hersenen van deze patiënten vertonen vaak sterk verwijde ventrikels en hersengroeven, hetgeen mogelijk het gevolg is van verlies of krimpen van de grijze stof.
Frontotemporale dementie is vaak lastig te diagnosticeren vanwege de uiteenlopende symptomen en kenmerken. Er wordt een onderscheid gemaakt tussen twee subtypen FTD: frontale frontotemporale dementie ("ziekte van Pick"), waarbij de neurologische degeneratie vooral in de frontale kwabben zit, en temporale frontotemporale dementie, waarbij de schade zich vooral in de temporale kwabben bevindt.

## Kenmerken

### Frontale FTD
De frontale variant van frontotemporale dementie wordt gekenmerkt door veranderingen in cognitie, gedrag en persoonlijkheid die alle gerelateerd zijn aan executieve functies (EF). De veranderingen in gedrag en persoonlijkheid springen het meest in het oog. Van de executieve functies zijn met name vrije wil (initiatief tonen, doelen stellen, motivatie), doelgericht handelen, zelfregulatie en efficiënt presteren sterk aangedaan. In eerste instantie vallen de geheugenproblemen mee, maar problemen met het leren en ophalen van nieuwe informatie kunnen ontstaan naarmate de ziekte vordert.
De meest kenmerkende symptomen voor frontale FTD zijn, zoals eerder beschreven, te zien in gedrag en persoonlijkheid. Onder andere ontremming, verminderde impulscontrole, antisociaal of ongepast gedrag, compulsiviteit, het syndroom van Klüver-Bucy (onder andere hyperseksualiteit) en apathie komen vaak voor. Patiënten worden steeds afhankelijker van hun omgeving, aangezien ze niet meer in staat zijn hun eigen gedrag onder controle te houden.

### Temporale FTD
De symptomen die optreden bij temporale frontotemporale dementie zijn afhankelijk van in welke hersenhelft de degeneratie het grootst is. Patiënten met schade in de linker temporale kwab, hebben vooral moeite met het vinden van woorden en hebben vaak een repetitieve manier van spreken. De afasie komt ook voor bij mensen die in beide hersenhelften degeneratie hebben.
Gedrags-, persoonlijkheids- en psychische veranderingen komen voor bij alle patiënten, maar staan bij patiënten met een zwaarder aangedane rechterhersenhelft meer op de voorgrond. Zij gedragen zich sociaal ongepast, geagiteerd en geïrriteerd. Ze uiten vaak verbale of fysieke dreigementen, terwijl patiënten met schade in de linkerhersenhelft vaak sociaal aangenaam en gepast zijn. Bij beide groepen komt depressie voor, maar hoe de depressie zich uit, verschilt per groep. Patiënten met schade rechts hebben vaak een zeer beperkt ziekte-inzicht en ontkennen dan ook dat er iets mis is. Daarnaast gedragen ze zich soms excentriek, ze hullen zich bijvoorbeeld in kledingstukken die niet bij elkaar passen. Verder is hun persoonlijke hygiëne vaak slecht. Bij patiënten met schade links uit de depressie zich op een klassiekere manier: zij ondervinden anhedonie, voelen zich waardeloos en moeten soms veel huilen.
In de meest vergevorderde stadia hebben beide groepen patiënten met temporale FTD moeite met het herkennen van gezichten. Dit komt mogelijk doordat het gebied in de hersenen dat is gespecialiseerd in het herkennen van gezichten, het fusiform aangezichtshersengebied, zich in de temporale kwab bevindt.